# Musaranya de l'illa Negros
La musaranya de l'illa Negros (Crocidura negrina) és una espècie de musaranya que viu a l'illa de Negros (Filipines).